# A20/TNFAIP3

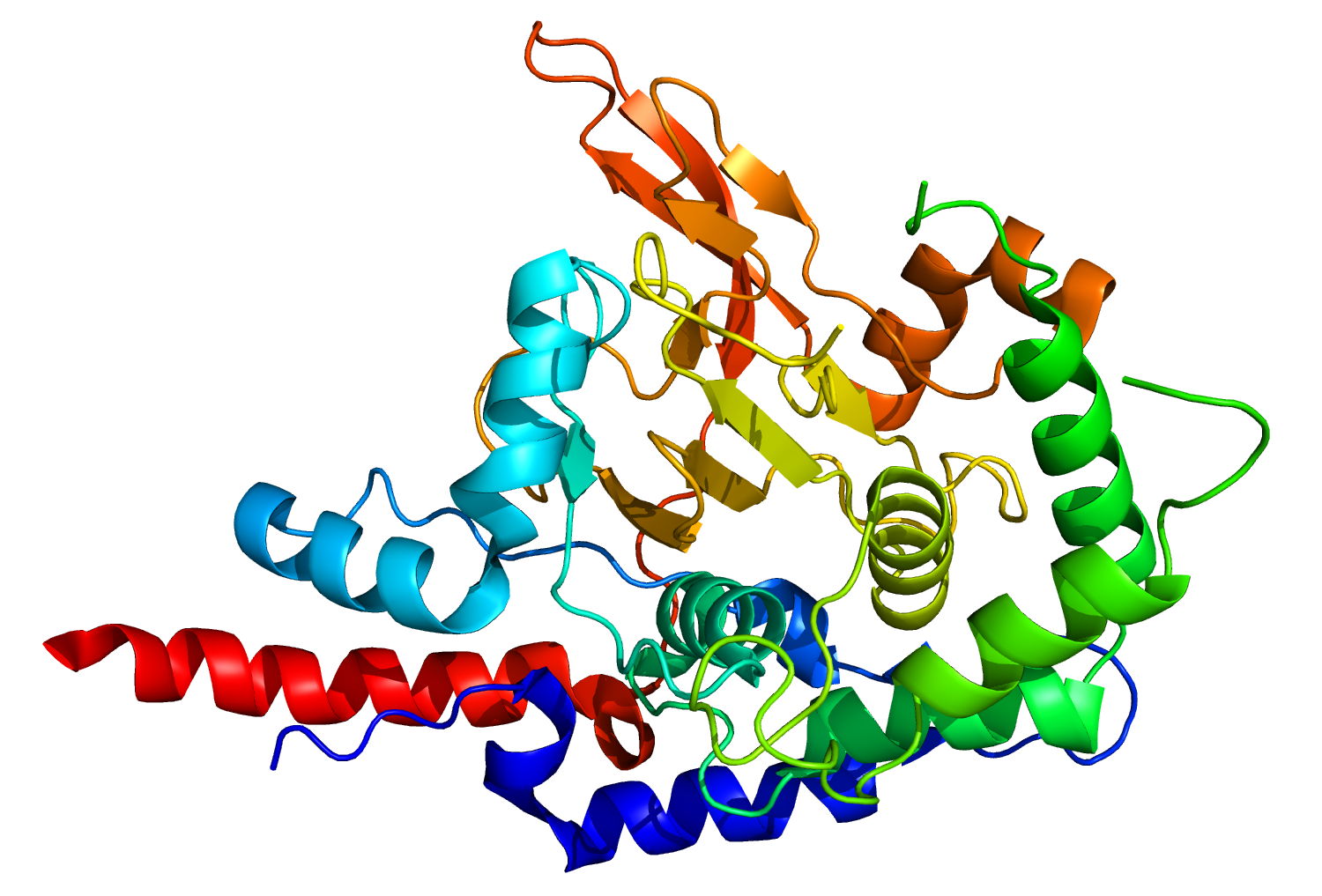
A20タンパク質のうちN末端側（OTUドメインを含む）の立体構造。

A20またはTNFAIP3（英：tumor necrosis factor alpha-induced protein 3）とは、A20（TNFAIP3）遺伝子にコードされるタンパク質である。NF-κBによるシグナルを強力に抑制する。近年、A20（TNFAIP3）が慢性炎症を背景とした悪性リンパ腫の発症に関わっているとされ注目されている。
この項目ではタンパク質をA20、遺伝子をA20（イタリック体）として区別する。

## 役割
A20（またはTNFAIP3）は当初TNF-αによって急速に誘導されるタンパク質遺伝子として発見された。その後、TNF-α以外にも、Toll様受容体などNF-κBの転写促進が起こる他のシグナルでもA20が誘導されることがわかり、さらにA20がNF-κBのシグナルを抑制し、NF-κBの過剰な活性化を起こさないよう調節していることがわかった。このようにしてA20はTNF-αを介して炎症の制御に働いており、そのためA20をノックアウトしたマウスでは全身の臓器で炎症が収まらず生後ほどなくして死に至る。
A20のNF-κB調節機構は多面的である。まずRIP（receptor interacting protein）のK63ポリユビキチン鎖を切断しIKKを抑制することに加え、RIPのK48ポリユビキチン化を促進することでRIPの分解を誘導するほか、NF-κBを活性化している直鎖状ユビキチンに結合することでTNF受容体に集積しNF-κBの活性化を阻害することが知られている。

## 構造
A20タンパク質は、N末端側にOTUドメインと呼ばれる脱ユビキチン化酵素部分と、C末端側に7つのジンクフィンガードメインを持っている。OTUドメインはRIPのK63ポリユビキチン鎖を切断するというような脱ユビキチン化の活性がある。一方、C末端側のジンクフィンガーであるが、4つ目のジンクフィンガーがRIPのK48ポリユビキチン化に関わっており、また7つ目のジンクフィンガー（ZF7）は直鎖状ユビキチンを認識して結合する。

## 疾患関連
NF-κBはB細胞をはじめとして多くの細胞の増殖・生存に関わっており、従ってこれを抑制しているA20の機能不全が異常な増殖に寄与しうる。悪性リンパ腫のうち、ホジキンリンパ腫やMALTリンパ腫の20～30%にA20の不活性化（ジンクフィンガーを持つC末端側の欠失等）が見られ、これがリンパ腫の発症の要因となっている。この他、A20遺伝子の多型が全身性エリテマトーデスや関節リウマチに関わっていることが知られている。